# Phyllocnema viridicostata
Phyllocnema viridicostata är en skalbaggsart som beskrevs av Leon Fairmaire 1882. Phyllocnema viridicostata ingår i släktet Phyllocnema och familjen långhorningar. Inga underarter finns listade i Catalogue of Life.